# Jacques Waynberg
Jacques Waynberg, né en 1941, est docteur en médecine, sexologue, psychothérapeute et criminologue. Il est cofondateur de la Société française de sexologie clinique en 1974, fondateur et président de l'Institut de sexologie en 1976 et il crée et dirige le diplôme universitaire « sexologie et santé publique » à la faculté de médecine de l'université Paris-7.
Praticien et écrivain, auteur d’articles et ouvrages sur la sexologie, il est l’instigateur des premières consultations publiques de sexologie médicale en 1974 et un précurseur de son enseignement en France et en Europe. L’ensemble de ses travaux de recherches cliniques et anthropologiques, historiques et ethnopharmacologiques, édifie une approche humaniste de la fonction érotique.
Consultant auprès de l’Organisation mondiale de la santé, il participé aux programmes de lutte contre le sida et d’éducation à la santé sexuelle en Europe de l’Est et en Afrique francophone.

## Biographie

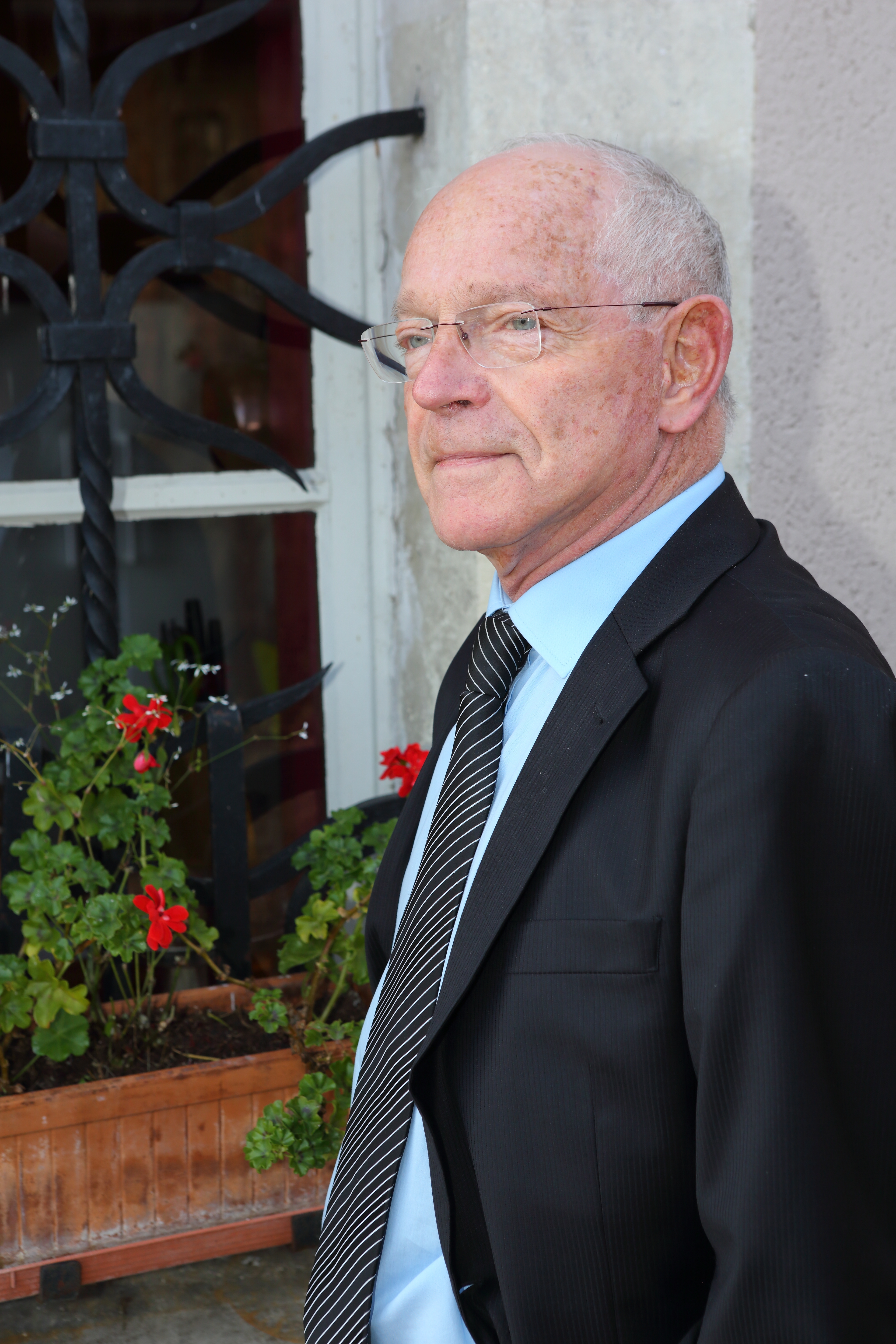
Jacques Waynberg en 2015.

Jacques Waynberg nait en 1941.
Avant d'obtenir son doctorat de la faculté de médecine de Nancy en 1968, Jacques Waynberg obtient en 1967 son diplôme de criminologie à la faculté de droit de Nancy. Il est également licencié ès lettres à la faculté des lettres de Nancy la même année.
En 1968, l'année de son doctorat en médecine générale, il obtient également sa licence de droit à l'Institut des sciences politiques. Un an après, il obtient un certificat d'étude spéciale (CES) de médecine du travail.
En 1971, il est licencié ès sciences à la faculté des sciences de Nancy.
L'année suivante, il est admissible à la faculté de Nancy pour le certificat d'étude spéciale (CES) de psychiatrie et l'année suivante au certificat d'études spéciales (CES) de gynécologie médicale.
En 1973, il obtient un diplôme d'enseignement appliqué de biologie générale à la faculté des sciences de Nancy. Il commence alors en parallèle une formation diplômante post-universitaire à l'Institut Kinsey établi dans les murs de l'université de Bloomington aux États-Unis qui durera deux ans. Il travaille également avec le National Sex Forum Institute à l'université de Chicago, aux États-Unis. Il enchaînera les allers-retours entre les États-Unis et la France pendant plus de trois ans. C'est cette année-là qu'il fait la connaissance du docteur Georges Valensin, un autre pionnier de la sexologie moderne, dont le jeune docteur Waynberg sera le légataire.
En 1974, il obtient son certificat d'étude spéciale de médecine légale à la faculté de médecine de Nancy et son diplôme de psychopathologie à la faculté des lettres de Nancy. C'est cette année-là qu'il fait la connaissance de William Masters et Virginia Johnson, au sein de leur fondation Masters et Johnson Foundation, à l'université de Saint-Louis, aux États-Unis. Il effectuera également ses premières missions de coopération scientifique, sous l'égide du ministère des Affaires étrangères à Montréal, Moscou, Kiev.
En 1975, le docteur Jacques Waynberg obtient son diplôme des mains de Masters et Johnson, avec lesquels il collaborera pendant de longues années.
En 1976, après avoir reçu son diplôme spécialisé du National Sex Forum Institute, le ministère de la Justice français le charge de recherches au centre de Vaucresson. Il sera également consultant de psychiatrie pénitentiaire à Toul et à Écrouves. Cette année, il crée Sexofarm, un laboratoire de développement de produits parapharmaceutiques issus de la recherche ethnopharmaceutique dans le domaine de l'andrologie et de la gynécologie. Il crée la même année l'association Handicom, destinée à la formation continue de toutes les catégories professionnelles prenant en charge le handicap, à la création d’un centre de documentation, et à l’organisation de congrès internationaux portant sur le thème de la réadaptation sociale et familiale des personnes définitivement invalides.
En 1977, il fonde l’Institut de sexologie.
En 1978, et pendant deux ans, il effectuera d'autres missions de coopération internationales à Kiev et Leningrad.
En 1982, il sera chargé de cours par le ministère de l'Éducation nationale à l'université de Paris VI et ce pendant trois années sous la direction du professeur C. Thibault. L'Alliance française le charge d'aller en mission de coopération scientifique à Rome, Milan et Naples.
En 1983, il devient expert clinicien en médecine interne auprès du ministère de la Santé pendant cinq ans et sera attaché aux hôpitaux de Paris Beaujon, Saint-Antoine, Rothschild et Saint-Louis.
L'année d'après, en 1989, il est lauréat de la Fondation de France pour des recherches menées outre-mer en ethnopharmacologie.
Il collabore aussi avec l’Organisation mondiale de la santé comme expert consultant.
Il crée en 1999 le diplôme universitaire de sexologie et de santé publique au sein de l’université Paris-VII et en prend la direction.
En 2011, il est le directeur de la formation diplômante d'études appliquées de sexologie et de santé publique qu'il effectue au campus de l'Institut de sexologie, au château de Moncé, près de Vendôme.

## Publications et participations médiatiques

### Articles originaux, ouvrages et traductions professionnels
- D’un nouvel indice thoracique, à propos de 200 sujets féminins d’âge adulte, thèse de médecine, Faculté de Nancy, 20 décembre 1968.
- Contribution à l'étude d'un nouvel indice thoracique chez la femme, Arch. Anat. Hist. Embr. Norm. & Exp. No 54, 1971.
- « Génie et pathogénie de l'éducation sexuelle », Les Cahiers rationalistes, no 298, 1973.
- Mémoire de psychopathologie : Signification et limites de l'énurésie de l'adolescent, faculté des lettres, université de Nancy, 1973.
- « À l'école de Masters & Johnson », Le Concours médical, vol. 96, no 39,‎ 1973
- Direction générale des relations culturelles scientifiques et techniques du ministère des Affaires étrangères, Rapport de mission de coopération au Québec, juin 1974.
- Approche éthologique de l’homosexualité, Congrès International de Sexologie Médicale, juillet 1974.
- « Introduction à la sexologie clinique », Les Cahiers rationalistes, no 310, 1974.
- « La fonction homosexuelle », Cahiers de l’AMIF, no 230, 1974.
- Approche éthologique de l'homosexualité, actes du Congrès mondial de sexologie, Paris, juin 1974.
- « Approche nouvelle du traitement de l'éjaculation prématurée », E.M.C. Gynécologie, 165 B 10, 1974.
- « La Fonction homosexuelle », Arcadie, vol. 22, no 6,‎ 1975.
- « Vers une nouvelle thérapeutique des difficultés sexuelles », Le Concours médical, vol. 97, no 1,‎ 1975.
- « Les Sexologues aux enchères », Instantanés médicaux, vol. 46, no 6,‎ 1975.
- « Physiologie de l'érection et de l'éjaculation », EMC Urologie, no 18603 A 50,‎ 1976.
- « L’Organicité en sexologie », Le Concours médical, vol. 98, no 5,‎ 1976.
- « Les Dysfonctions sexuelles des diabétiques », Instantanés médicaux, vol. 47, no 3,‎ 1976.
- « Les Dysfonctions sexuelles des diabétiques », Contraception-Fertilité-Sexualité, vol. 4, no 2,‎ 1976.
- « Les Dysfonctions sexuelles des diabétiques », Contraception-Fertilité-Sexualité, vol. 4, no 4,‎ 1976.
- « Dix ans de sexologie américaine, bilan pour la France », Cahiers médicaux, vol. 2, no 12,‎ 1976.
- « Une anti-sexologie ? », Psychologie médicale, vol. 10, no 9,‎ 1978.
- « La pornographie au service de l'homme », Le Groupe familial, no 78, 1978.
- « Le contresens pornographique », Sexologie, no 16, 1979.
- « Médicaments et sexologie », Le Généraliste, no 194, 1979.
- Une anti-sexologie ? Prospective et Santé, no 12, 1979.
- L'éjaculation prématurée, Médicographie, no 35, 1979.
- Remarques préliminaires sur l'objet et les méthodes de la sexologie clinique, no 1, février 1980.
- Les stress sexologiques dans les processus de vieillissement, La Revue de Gériatrie, vol. 5, no 3, 1980.
- Érection, Gazette médicale de France, tome 87, no 30, 10 octobre 1980.
- Priapisme, Gazette médicale de France, tome 87, no 32, 24 octobre 1980.
- Perspectives démographiques et contraception, Instantanés Médicaux, vol. 51, no 1, 1980.
- Asthénie sexuelle et sexualité des fatigués, La Vie Médicale, tome 61, no 2, février 1980.
- Maladie de La Peyronie, Gazette médicale de France, tome 87, no 34, 14 novembre 1980.
- Éjaculation, Gazette médicale de France, tome 87, no 36, 28 novembre 1980.
- Les dysfonctions sexuelles masculines (coauteur : Gabriel Arvis) Gazette médicale de France, tome 87, no 37, 5 décembre 1980.
- Anéjaculation, Gazette médicale de France, tome 88, no 1, 9 janvier 1981.
- Éjaculation prématurée, Gazette médicale de France, tome 88, no 3, 23 janvier 1981.
- Éjaculation différée, Gazette médicale de France, tome 88, no 5, 6 février 1981.
- Handicap et sexualité, ouvrage coll., Éditions Masson, 168 p., 1981.
- Éjaculation rétrograde, Gazette médicale de France, tome 88, no 7, 20 février 1981.
- Défloration, Gazette médicale de France, tome 88, no 9, 6 mars 1981.
- Dyspareunie, Gazette médicale de France, tome 88, no 11, 20 mars 1981.
- Saignement post-coïtal, Gazette médicale de France, tome 88, no 13, 3 avril 1981.
- Malformations génitales féminines, Gazette médicale de France, tome 88, no 17, 8 mai 1981.
- Dermatoses vénériennes, Gazette médicale de France, tome 88, no 19, 22 mai 1981.
- Érosions et ulcérations génitales, Gazette médicale de France, tome 88, no 21, 5 juin 1981.
- Maladies vénériennes, Gazette médicale de France, tome 88, no 28, 25 septembre 1981.
- Gynécomastie, Gazette médicale de France, tome 88, no 30, 9 octobre 1981.
- Artériopathies périnéales obstructives, Gazette médicale de France, tome 88, no 32, 23 octobre 1981.
- Parasitoses vénériennes, Gazette médicale de France, tome 88, no 27, 18 novembre 1981.
- Androgénothérapie, Gazette médicale de France, tome 88, no 36, 27 novembre 1981.
- Sexologie et diabète, Gazette médicale de France, tome 88, no 37, 4 décembre 1981.
- Cothérapie, Gazette médicale de France, tome 88, no 38, 11 décembre 1981.
- Premières réponses en sexologie de pratique quotidienne : Les cahiers Sandoz, no 37, 125 p., 1982.
- Résultats initiaux concernant l'utilisation du Moxisylyte dans le traitement de l'éjaculation prématurée, Tribune médicale, no 30, 1982.
- La sexualité malade du handicap, Prospective et Santé, no 26, 1983.
- Nouvelle approche de la physiologie de l’érection, La vie médicale, no 2/3, janvier 1984.
- La nouvelle sexualité, Impact médecin, no 107, 6 juillet 1984.
- L’impuissance de la cinquantaine : le nécessaire, l’utile et le superflu dans la stratégie diagnostique, Patient Care, mars 1985.
- La sexualité des fatigués, Quintessence, no 94, sept. /oct. 1985.
- Le coït : approche éthologique, Médecine et Hygiène, no 1881, avril 1991.
- Cent ans de sexologie moderne, Entre nous, revue de l’OMS, no 18, août 1991.
- L’asthénie et les dysfonctions sexuelles masculines, JAMA actualités thérapeutiques, no 222, mars 1991.
- Objet et limite de la sexologie pour les sages-femmes, Les dossiers de l’obstétrique, no 185 juin 1991.
- Guide pratique de sexologie médicale, Éditions SIMEP, 1994, 133 p.
- Sexologie : la continuité d’une tradition : AP-HP Magazine, janvier 1995, no 45.
- Doit-on soigner l’éjaculation prématurée ? Instantanés médicaux, tome 62, no 6, 1996.
- Main basse sur l’érection, Le quotidien du médecin, no 6304, 17 juin 1998.
- Vieillir sans cesser d'aimer : Espérance médicale, no 46, janvier 1999.
- Où va la sexologie ?, Gyn-Obs, juin 1999, no 408.
- La sexualité des cardiaques (1re partie) : Cœur et santé, no 114, juillet-août 1999.
- Mieux évaluer la sexualité du sujet âgé, Panorama du médecin, no 4675, octobre 1999.
- An 2000 : quelle sexologie pour quelle sexualité ?, Gyn-Obs, no 417, février 2000.
- La sexualité des cardiaques (2e partie), Cœur et santé, no 118, mars-avril 2000.
- Les sages-femmes sont dans le secret des familles, Profession sage-femme, no 67, juin 2000.
- Libido and Sexual Activity in Premenopausal and Postmenopausal Women, Advances in Therapy, vol.17,no 5, sept-oct. 2000.
- La sexologie du XXe siècle, Synapse, no 176, mai 2001.
- Doit-on soigner l'éjaculation prématurée ?, Thérapeutiques, no 62, mai 2001.
- William H. Masters, thérapeute inspiré et pédagogue politiquement correct, Sexologies, no 36, juin 2001.
- Histoire de la sexologie contemporaine, les pionniers du XXe siècle, Thérapeutiques, no 63, juin 2001.
- Le nécessaire, l'utile et le superflu dans l'interrogatoire de l'impuissant de la cinquantaine dépassée, Thérapeutiques, no 64, septembre 2001.
- Sexologie, les mots pour le dire, Gyn-Obs, no 447, octobre 2001.
- Handicap et contraception, le cas de l'adolescente handicapée mentale, Bulletin médical, no 24, décembre 2001.
- Comprendre et agir sur la qualité de vie sexuelle des cardiaques, Cardioscopies, no 90, mars-avril 2002.
- L'asthénie sexuelle, un syndrome d'inadaptation sociale ?, Thérapeutiques, no 71, avril 2002.
- Vous avez dit sexologue ?, Santé mentale, no 69, juin 2002.
- Handicap mental et exclusion sexuelle, Santé mentale, no 72, novembre 2002.
- Sexologie et médecine, la conquête de l'imaginaire, Décision thérapeutique, no 1, janvier-février 2003.
- Questions d'ados, ouvrage coll. Institut national de prévention et d'éducation pour la santé, Paris, 2003, 52 p.
- Sexualité et handicap mental, le degré zéro de l’érotisme, Synapse, no 219, novembre 2005.
- Asthénie et inhibition sexuelle, accompagner ou guérir, Décision thérapeutique, no 26, novembre 2005.
- Vieillir sans cesser de jouir, Neurologie, Psychiatrie, Gériatrie, no 31, février 2006.
- Asthénie et inhibition sexuelle – les nouveaux horizons thérapeutiques, Décision Thérapeutique, no 30, mars-avril 2006.
- Sexologie et médecine : un mariage de raison, Actualités - Innovations - Médecine, no 118, septembre 2006.
- Embûches et périls du premier entretien en sexologie, Actualités - Innovations - Médecine, no 119, octobre 2006.
- Le vaginisme n’est plus ce qu’il était, Actualités - Innovations - Médecine, no 120, novembre 2006.
- Faut-il soigner l’éjaculation prématurée, Actualités - Innovations - Médecine, no 121, décembre 2006.
- Les chiffres de l’amour, compter ou comprendre, Actualités - Innovations - Médecine, no 122, janvier 2007.
- Femmes frigides et femmes comblées, Actualités - Innovations - Médecine, no 124, mars 2007.
- Contraception et sexualité, Actualités - Innovations - Médecine, no 125, avril 2007.
- Conduites addictives et sexualité, Actualités - Innovations - Médecine, no 128, septembre 2007.
- Hommage au professeur Marcel Ribon, Le bulletin des Sages-femmes, no 164, octobre 2007.
- Vieillissement et sexualité, Actualités - Innovations - Médecine, no 130, novembre 2007.
- Médecins généralistes et sexologie, Actualités - Innovations - Médecine, no 131, décembre 2007.
- La dictature des corps admirables, Actualités - Innovations - Médecine, no 136, mai-juin 2008.
- Du désir et de l’érotisme, Sexologos, no 31, juin 2008.
- 1908-2008 : un siècle de sexologie et toujours pas de légitimité ?, Sexologies, vol. 18, no 1, janvier -mars 2009.
- Gilbert Tordjman : le crépuscule de la francophonie, Sexologies, vol. 18, no 3, juillet-septembre 2009.
- La pédophilie en question, Genesis no 149, mai 2010.
- « Doper n’est pas jouir », Libération, 31 janvier 2016.

### Publications grand public
- Quelle éducation sexuelle ? L'Éducation, no 230, 1972.
- Le film pornographique, Médecine et Cinéma, no 32, 1976.
- Sexologie et esthétique, L'Esthétique, no 46, 1977.
- Les sexologues en question, Raison Présente, no 41, 1977.
- La sexocratie amère, Raison Présente, no 33, 1975.
- Le jeu de l'oie blanche, Mariages, no 122, 1976.
- Actualités sexologiques : ouvrage coll., Éditions Masson, Paris, 1979, 165 p.
- Actualités sexologiques, Éditions Masson, Paris, (ouvrage collectif), 1979, 165 p.
- Handicap et sexualité, Éditions Masson, Paris, (ouvrage collectif), 1981, 168 p.
- Premières réponses en sexologie de pratique quotidienne, Éditions Sandoz, Cahier no 37,1982, 125 p.
- Guide pratique de la vie du couple, Éditions Filipacchi, Paris, 1984, 392 p. - Réédition au Le livre de poche, no 16580, 2002, 471 p.
- Entre pornographie et chasteté, Sciences et avenir, hors série no 48, 1984.
- Guide pratique de la vie du couple, Éditions Filipacchi, 392 p., 1984.
- Le sexe de l’homme, ouvrage coll., Éditions du Seuil, 1985, 280 p.
- Le sexe de l’homme, Éditions du Seuil, Paris, (ouvrage collectif), 1985, 280 p.
- Les idées reçues sur la sexualité, Éditions Hachette, Paris, 1988, 241 p.
- Handicap mental, vie affective et familiale, Réadaptation, no 348, 1988.
- Les idées reçues sur la sexualité, Éditions Hachette, 1988, 241 p.
- Vie affective, handicap et sexualité, Réadaptation, no 358, 1989.
- Aufgeklärt ?, Hallwag Verlag, Stuttgart, 1989.
- Sexualidad sin prejuicios, Salvat ed. - Barcelone, 1990.
- Frigidité féminine, Le Quotidien du Médecin, supplément au no 4467, 15 février 1990.
- Ideias feitas sobre sexualidade, Circulo de leitores, Lisbonne, 1991.
- Sant & osant om sex, ICA Bokförlag, Finlande, 1992.
- Sesso e sessualità, Vallardi I.G., Milan, 1993.
- La sexualité (coauteur Noëlla Jarousse), Éditions Hachette, 419 p., 1993.
- Guide pratique de sexologie médicale, Éditions SIMEP, Paris, 1994, 133 p.
- La sexualité, Éditions Milan, 1996, 63 p.
- La sexualité (coauteur Noëlla Jarousse), Le livre de poche, no 8141, 479 p., 1996.
- La sexualité, Éditions Milan, Toulouse, 1996, 63 p.
- La sexualité, Éditions Hachette, Paris, 1993 (coauteur : Noëlla Jarousse), 419 p. - Réédition au Le Livre de poche, no 8141, 1996, 479 p
- Main basse sur l’érection, Libération, no 5324, 2 juillet 1998.
- Viagra : l'amour sur ordonnance ? Cultures en mouvement, no 12, novembre 1998.
- Le dico de l’amour et des pratiques sexuelles, Éditions Milan, 244 p., 1999.
- Le dico de l’amour et des pratiques sexuelles, Éditions Milan, Toulouse, 1999, 244 p.
- L'amour est sexuellement transmissible, Amour et famille, no 253/254, été 2002.
- Guide pratique de la vie du couple, Le livre de poche, no 16580, 471 p. 2002.
- Jouir c'est aimer, Éditions Milan, Toulouse, 2004, 261 p.
- Jouir, c’est aimer, Éditions Milan, 2004, 261 p.
- Et la tendresse… bordel, Générations, no 33, octobre 2004.
- Viagra féminin, le sexe malade de la médecine, Libération no 8949 du 19 février 2010.

### Radio
- Radio RTL : Le sexe est-il devenu sans tabou ? Avec le sexologue Jacques Waynberg - 23/04/2009[13]
- Radio RFI : La vie sans sexe : un vrai choix ? par Jean-François Cadet[14]
- Radio France Inter : Sexe et consommation Émission présentée par Olivia Gesbert - 1er janvier 2007 -[15]
- Radio RCF : Parlons vrai - chronique hebdomadaire - depuis le 29/10/2018[16]
- Fréquence Protestante : Histoires intimes, par Virginie Girod - 11/02/2020[17]

### TV
- Antenne 2 - Journal TV - 29 juin 1984[18]
- Antenne 2 - Émission Double jeu - du 7 novembre 1992[19]
- Antenne 2 - Mardi Soir - du 1er octobre 1991[20]
- Antenne 2 - Le sexe en danger - du 26 février 1992[21]
- France 5 - Le Magazine de la santé - 08 novembre 2007[22]
- Canal + - Jeudi Investigation (actuellement Spécial Investigation) - Jeunes, intelligents, performants : Les accros aux pilules magiques - 20 décembre 2007[23]
- Canal + 19-11-2013 - Stéphane Haumant - Les nouveaux jackpots des laboratoires pharmaceutiques[24]

### Filmographie

#### Courts métrages 16mm
Opus 1, Le toucher, Cyril, Étude No 6, Massage relationnel, Sandra et As you like it.

#### Vidéos
Plaisir ensemble, Corps de femme, Caresses, OK, OK+, Corps à jouir et Érotica 1930.

#### Pictographie
Diathèque 144, ensemble original de 144 diapositives.